# Isola Boschina
Isola Boschina er en ø i Italiens længste flod, Po. Isola Boschina ligger i Lombardiet tæt ved byen Ostiglia. Den har et areal på 0,38 km². Der ligger en forladt ejendom fra 1800-tallet på øen; men i dag er den ubeboet. Der er ikke nogen forbindelse til øen; men i tørre perioder er det muligt at gå til øen fra Po's nordlige bred.
Øen har siden 1985 været naturreservat. Det meste af øen er dækket af skov, bl.a. ahorn, poppel og elm, og navnet Isola Boschina betyder også Skovøen. Øen har trods sin beskedne størrelse et rigt dyreliv, bl.a. adskillige arter af krybdyr og padder. Af pattedyr er der bl.a. pindsvin, hare, ræv, brud og mår, og af fugle ses bl.a. sort stork, fiskehejre, silkehejre og lærkefalk. Derudover besøges øen af utallige småfugle, der raster her i træktiden.
45°02′59″N 11°08′48″Ø / 45.0496915°N 11.146665°Ø